# Рундальский край
Ру́ндальский край (латыш. Rundāles novads) — бывшая административно-территориальная единица на юге Латвии, в историко-культурной области Земгале. Край состоял из трёх волостей, центром края являлось село Пилсрундале.
Край был образован 1 июля 2009 года из части расформированного Бауского района.
Площадь края составляла 231,1 км². Граничил с Елгавским и Бауским краями Латвии и Шяуляйским уездом Литвы.
В крае находилась одна из главных достопримечательностей Латвии — Рундальский дворец.
В 2021 году в результате новой административно-территориальной реформы Рундальский край был упразднён.

## Население
На 1 января 2010 года население края составляло 4259 человек. 
Национальный состав населения края по итогам переписи населения Латвии 2011 года:
| Национальность | Численность, чел. (2011) | %        |
| -------------- | ------------------------ | -------- |
| Латыши         | 2687                     | 72,66 %  |
| Русские        | 423                      | 11,44 %  |
| Белорусы       | 204                      | 5,52 %   |
| Украинцы       | 68                       | 1,84 %   |
| Поляки         | 83                       | 2,24 %   |
| Литовцы        | 183                      | 4,95 %   |
| Другие         | 50                       | 1,35 %   |
| всего          | 3698                     | 100,00 % |

## Территориальное деление
- Виестурская волость (латыш. Viesturu pagasts, центр — Берстеле)
- Рундальская волость (латыш. Rundāles pagasts, центр — Пилсрундале)
- Свитенская волость (латыш. Svitenes pagasts, центр — Свитене)